# Israelische Badmintonmeisterschaft 2012
Die Israelische Badmintonmeisterschaft 2012 fand vom 18. bis zum 19. Mai 2012 in Zichron Jaʿakov statt.

## Medaillengewinner
| Disziplin    | Gold                               | Silber                               | Bronze                                |
| ------------ | ---------------------------------- | ------------------------------------ | ------------------------------------- |
| Herreneinzel | Misha Zilberman                    | Vladislav Chislov                    | Daniel Chislov                        |
| Herreneinzel | Misha Zilberman                    | Vladislav Chislov                    | Alexander Bass                        |
| Dameneinzel  | Alina Pugach                       | Rotem Romano                         | Dana Kugel                            |
| Dameneinzel  | Alina Pugach                       | Rotem Romano                         | Yana Molodezki                        |
| Herrendoppel | Ziv Nadil Itay Elazar              | Leon Pugach Anton Kracheny           | Nir Yusim Lior Kroitor                |
| Herrendoppel | Ziv Nadil Itay Elazar              | Leon Pugach Anton Kracheny           | Vladislav Chislov Matan Zyskind       |
| Damendoppel  | Rotem Romano Alina Pugach          | Svetlana Zilberman Svetlana Kapelyan | Dana Kugel Yana Molodezki             |
| Damendoppel  | Rotem Romano Alina Pugach          | Svetlana Zilberman Svetlana Kapelyan | Lori Plonski חגית בראלי (Hagit Barel) |
| Mixed        | Misha Zilberman Svetlana Zilberman | Leon Pugach Alina Pugach             | Lior Kroitor Dana Kugel               |
| Mixed        | Misha Zilberman Svetlana Zilberman | Leon Pugach Alina Pugach             | Ilia Konyak Adi Rodinsky              |